# Nigel Davey
Pour les articles homonymes, voir Davey.
Nigel Davey est un footballeur anglais né le 20 juin 1946 à Garforth. Il évoluait au poste d'arrière gauche.

## Biographie
Formé à Leeds United, Nigel Davey évolue au sein de l'équipe première de 1965 à 1974,,.
Leeds dispute la Coupe des villes de foires, lors de la campagne 1970-71 : il dispute 4 matchs dont une demi-finale aller contre Liverpool (victoire 1-0 à Liverpool). Le club remporte la compétition mais Davey ne dispute pas la finale.
Après une dernière saison 1974-1975 avec Rotherham United, il raccorche les crampons,.
Nigel Davey joue au total 14 matchs pour aucun but marqué en première division anglaise. Au sein des compétitions européennes, il dispute 5 matchs de Coupe des villes de foire.

## Palmarès
Leeds United
- Coupe des villes de foires (1) :
  - Vainqueur : 1970-71.